# Parathyonidium
Parathyonidium is een geslacht van zeekomkommers uit de familie Cucumariidae.

## Soorten
- Parathyonidium incertum Heding, 1954